# Boffa (prefektur)
Boffa är en prefektur i Guinea.   Den ligger i regionen Boké, i den västra delen av landet, 100 km nordväst om huvudstaden Conakry. Antalet invånare är 165 196. Arean är 5 050 kvadratkilometer. Boffa gränsar till Boké, Télimélé, Fria och Dubréka. 
Följande samhällen finns i prefekturen:
- Tounyifili
- Doupourou
- Mankouta
- Boffa